# Dryopteris rigidiuscula
Dryopteris rigidiuscula là một loài dương xỉ trong họ Dryopteridaceae. Loài này được Ching ex K.H. Shing & J.F. Cheng mô tả khoa học đầu tiên năm 1990.
Danh pháp khoa học của loài này chưa được làm sáng tỏ. 